# Chayahuita jezik
Chayahuita jezik (ISO 639-3: cbt; balsapuertino, cahuapa, chawi, chayabita, chayawita, chayhuita, paranapura, shayabit, tshaahui), jezik Chayahuita Indijanaca kojim govori oko 11 400 ljudi (2000) uz rijeke Paranapura, Cahuapanas, Sillay i Shanusi u Peruu. Klasificira se porodici cahuapanan, ali nije razumljiv jeziku jebero [jeb] koji pripada istoj porodici.
U Peruu je uz sve ostale jezike također služben. Uz njega koristi se i španjolski; pismo latinica. Cahuapana se navodi kao dijalekt.

## Vanjske poveznice
- Ethnologue (14th)
- Ethnologue (15th)